# Inmigración alemana en Uruguay
La comunidad alemana en Uruguay es pequeña pero notable. Uruguay ha recibido inmigrantes alemanes durante toda su historia, sin embargo, ésta tuvo su auge en el siglo XX. En el país residen aproximadamente 10.000 ciudadanos alemanes, mientras que los uruguayos de ascendencia alemana se estima en 40.000 personas. La mayoría de ellos viven en el área metropolitana de Montevideo y en el departamento de Colonia, aunque también hay comunidades alemanas considerables en otros departamentos como Paysandú, Río Negro, San José, en la ciudad de Mercedes (departamento de Soriano) y Canelones, siendo éstos en gran medida de ámbito rural.
Asimismo, en Uruguay existen colonias menonitas, quienes en su gran mayoría hablan el plautdietsch.

## Historia

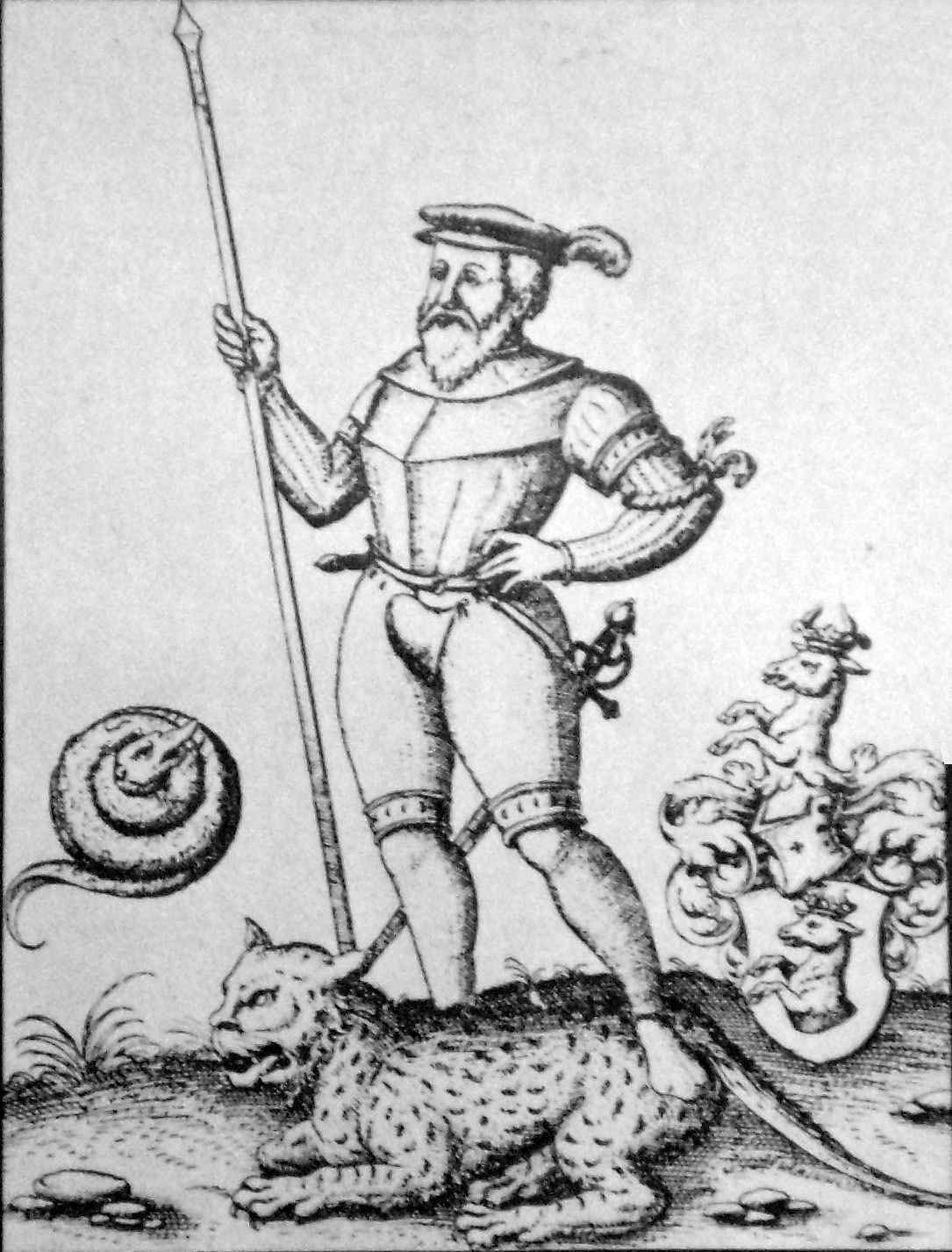
Ulrich Schmidl, el primer alemán en pisar territorio rioplatense del que se tenga registro alguno.

De acuerdo a registros históricos, el primer alemán en llegar a la cuenca del Río de la Plata fue Ulrich Schmidl en el siglo XVI.
En 1862, un pequeño contingente de alemanes, provenientes principalmente de Baden-Baden, Baja Sajonia y Baviera, junto a otros inmigrantes austríacos, franceses y, el grupo mayoritario suizo, participa de la fundación de la ciudad de Nueva Helvecia, en el departamento de Colonia.
Asimismo, posteriormente otros grupos de inmigrantes alemanes forman otros pequeños asentamientos rurales como El Ombú, Gartental y Colonia Delta, y el pueblo de Nuevo Berlín en el departamento de Río Negro.